# Jiang Kanghu
Jiang Kanghu (江亢虎S; Shangrao, 18 luglio 1883 – Shanghai, 7 dicembre 1954) è stato un attivista e politico cinese, fondatore del primo partito socialista della sua nazione nel 1911.
Fu coinvolto in uno scandalo che lo vedeva favorevole alla restaurazione dell'impero manciù, motivo per cui la sua ascesa politica si interruppe. In seguito sostenne il governo filogiapponese di Wang Jingwei. Negli Stati Uniti è principalmente noto per aver donato una raccolta di libri all'Università della California - Berkeley e per aver curato con Witter Bynner l'antologia The Jade Mountain (Trecento poesie Tang, 1929).

## Biografia
Cresciuto in una famiglia di ufficiali del Jiangxi, Jiang Kanghu trascorse i primi anni di vita a Pechino e nello Shandong per via del lavoro di suo padre. Mostrò un talento precoce per la letteratura classica e a 15 anni imparò il giapponese, poco prima di proseguire gli studi nel paese del Sol Levante.
Rientrò in patria nel 1901, quando il viceré di Zhili Yuan Shikai lo invitò a dirigere il Dipartimento di traduzione, dove si occupò di compilare libri di testo per le scuole primarie e medie delle cinque province settentrionali. Nel 1904 accettò di insegnare il giapponese nell'allora istituto precursore dell'Università di Pechino e allo stesso tempo istituì quattro scuole femminili volte a preparare nuove insegnanti. Uno di questi quattro istituti sarebbe diventato in seguito l'Alta scuola normale femminile di Pechino.
Nel 1907 si recò in Giappone per studiare le lingue occidentali. Dichiarò di essere il primo cinese ad approcciarsi agli scritti di Henry George, con il quale condivideva l'idea che l'unica fonte delle ingiustizie sociali fosse l'accaparramento privato della plusvalenza fondiaria. Si avvicinò al Partito Socialista Giapponese e nel 1909 partecipò da rappresentante cinese ufficioso al Congresso della Seconda Internazionale di Bruxelles. Conobbe altri radicali e anarchici cinesi come Wu Zhihui, Zhang Ji, Li Shizeng e Chu Minyi, nonché i pionieri del socialismo giapponese Shūsui Kōtoku, Sen Katayama e Toshihiko Sakai. In questo periodo scrisse due articoli contro l'istituzione familiare e la libera imprenditoria che vennero pubblicati nel 1909 sul giornale rivoluzionario Xin Shiji ("nuovo secolo").
Alla morte del padre sopraggiunta nel 1910, Jiang Kanghu rientrò in Cina, e ad Hangzhou tenne la prima lezione pubblica sul socialismo in Cina in merito al rapporto tra l'istruzione femminile e le idee socialiste. Ciò scatenò le ire del governatore dello Zhejiang Zēng Yùn, che lo volle punire. Jiang Kanghu fu così costretto a riparare a Shanghai, all'epoca sotto il dominio straniero.
Nel 1911 fondò il Partito Socialista Cinese, che si batteva per l'istituzione di un governo repubblicano, per il rispetto delle minoranze etniche, per il miglioramento della protezione legale dell'individuo, per l'abolizione della proprietà privata, per la popolarizzazione dell'istruzione, per lo sviluppo delle pubbliche imprese, per la riforma delle tasse e per i limiti ai fondi per gli armamenti. Il partito mantenne relazioni con la sua controparte giapponese, nonché con gli irredentisti coreani e indocinesi. Dopo poco tempo venne bandito da Yuan Shikai per le idee eccessivamente radicali e Jiang Kanghu lasciò il Paese per gli Stati Uniti, dove insegnò all'Università della California - Berkeley.
Nel 1920 rientrò brevemente nella Repubblica di Cina per recarsi in Russia (nella Repubblica dell'Estremo Oriente e a Mosca) via Harbin, dove incontrò i principali leader bolscevichi Lenin, Trockij, Bucharin, Čičerin, Lunačarskij e l'ungherese Béla Kun. In quegli anni provò ad avviare una sperimentazione del socialismo in Mongolia con l'aiuto dei bolscevichi.
Dopo l'esperienza in Russia, Jiang Kanghu abbandonò le sue vecchie idee sulla via cinese per il socialismo, sviluppando i concetti di partecipazione al voto per i cittadini istruiti, di supremazia del potere legislativo su quelli amministrativo e giuridico, e di rappresentazione del governo da parte di organizzazioni commerciali e professionali. Tutti questi concetti facevano parte della sua visione di nuovo socialismo, o di capitalismo socialista, come egli lo definiva. Nel 1925 rifondò il vecchio Partito Socialista nelle vesti di Nuovo Partito Socialdemocratico e venne scelto per abbozzare una nuova costituzione nazionale. Tuttavia, nello stesso anno si ritrovò in una tempesta mediatica in cui venne accusato di voler restaurare la dinastia Qing, avendo l'anno precedente inviato una lettera all'imperatore Pu Yi per intervistarlo e apparentemente convertirlo al socialismo. Jiang Kanghu venne interdetto da tutti gli incarichi ed espulso dal nativo Jiangxi.
Sancita la fine della sua carriera politica, Jiang Kanghu insegnò all'Università McGill di Montréal. Il suo pensiero politico virò per una teoria più tradizionalista, basata sul fatto che la Cina avesse bisogno di una riforma fondata sui suoi classici valori culturali. Nel 1929 fu autore con Witter Bynner di The Jade Mountain, una traduzione delle Trecento poesie Tang con una descrizione della poesia cinese. Tenne diverse conferenze, sia in Cina che all'estero, sul pensiero confuciano. Durante il governo filogiapponese di Wang Jingwei supervisionò lo Yuan d'esame a Nanchino.

## Vita privata
Jiang Kanghu si sposò per la prima volta nel 1898. Da questo matrimonio nacquero 7 figli, di cui 4 morirono in tenera età. Si sposò ancora negli Stati Uniti con la sinostatunitense Liu Hsiu-ying, con cui ebbe 2 figli.